# Wilcze tony

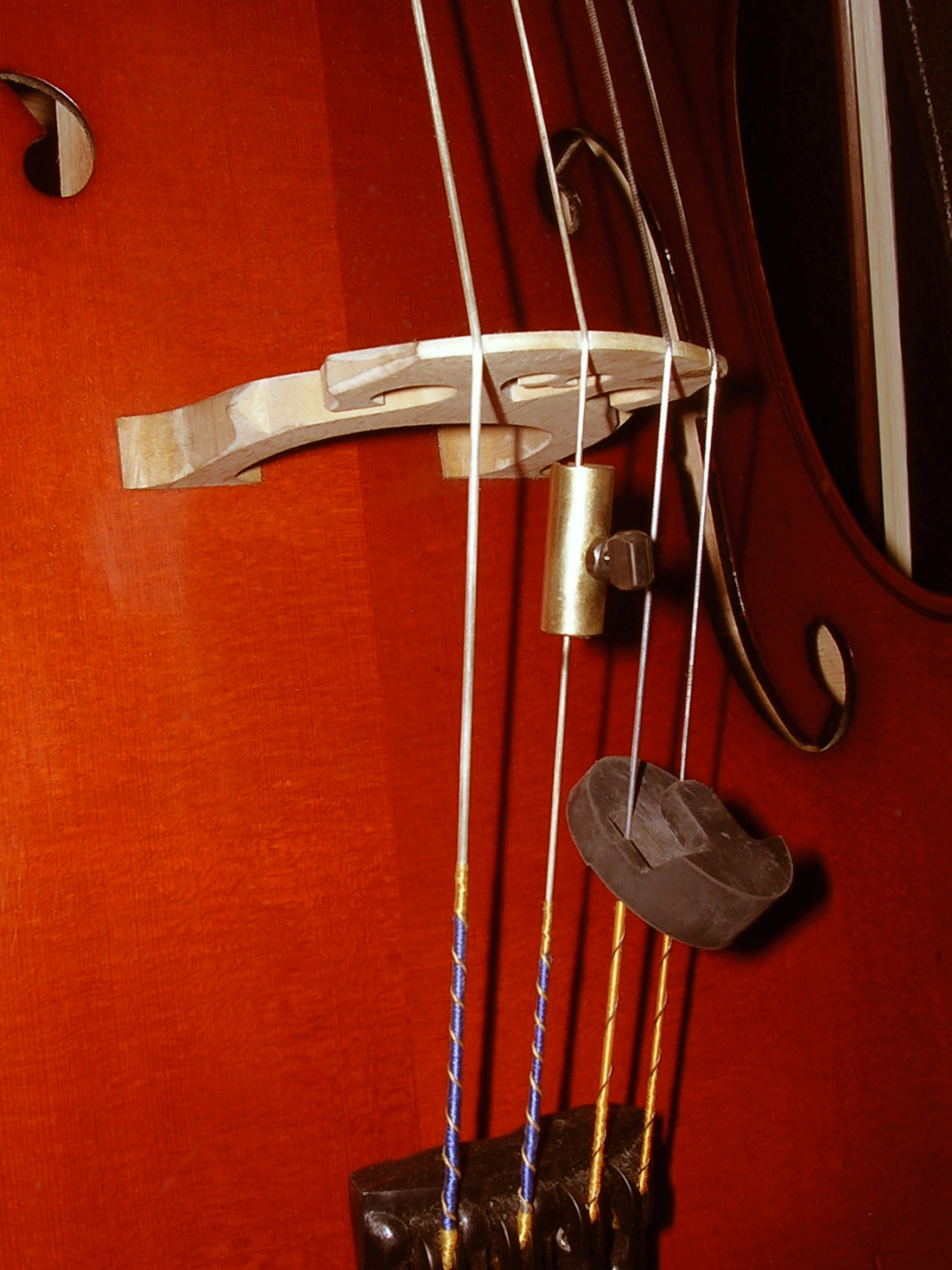
Narzędzie do eliminacji wilczych tonów założone na strunę wiolonczeli

Wilcze tony, wilki (ang. i niem. Wolf, fr. quinte de loup) – określenie muzyczne oznaczające stałe źle (chrapliwie lub nieczysto) brzmiące dźwięki wydobywane z instrumentów. 
Jeśli skrzypce wykonane są z gorszego gatunku drewna, wówczas pudło rezonansowe instrumentu w przypadku niektórych dźwięków daje chrapliwą barwę. Podobnie jest w przypadku instrumentów drewnianych, jeśli mają wady konstrukcyjne, określone dźwięki w skali brzmią nieczysto. 
Wilkami niegdyś charakteryzowały się określone kwinty czyste w systemie stroju tzw. średniotonowym, który poprzedził system stroju temperowanego, dzielącego oktawę na równych 12 półtonów. W renesansowych organach i innych instrumentach klawiszowych w związku z niejednakowymi odległościami między stopniami, nieczysto brzmiały kwinta gis-es (seksta w notacji), której rozmiar wykraczał poza 7 równych półtonów przyjętych później w stroju temperowanym dla interwału kwinty czystej oraz cis- as, większej aż o 1/4 tonu. Kwintami mniejszymi były: g-d, b-f, h-fis. Wilki uniemożliwiały w związku z tym granie w tonacjach wyższych w kole kwintowym gam, czyli o większej ilości znaków przykluczowych.